# Energochemica
Koordinaten: 50° 7′ 6,1″ N, 14° 29′ 59,2″ O
Energochemica ist eine tschechische Holding mit Sitz in Prag, Tschechien, die einige slowakische chemische und energetische Gesellschaften besitzt und leitet. Zu dem Konzern gehören Fortischem, Novácka Energetika, PTCHEM und Light Stabilizers in Nováky sowie Chemko in Strážske. Der Standort in Nováky geht dabei auf die Novácké chemické závody, welche in den 1940ern gegründet wurden, zurück.

## Produkte
Energochemica stellt anorganische Chemikalien wie Calciumcarbid und Natriumhydroxid her. Auch wird eine Vielzahl von Stoffen auf Basis der Chlor-Alkali-Elektrolyse hergestellt. Dazu gehören Chlorparaffine, 2-Chlorethanol, 1,2-Dichlorethan, Vinylchlorid-Monomer und Polyvinylchlorid. Außerdem gehören Diethanolisopropanolamin (Deipa), Bis(2-chlorethoxy)methan (Novamal) sowie PVC-Stabilisatoren zu den Produkten.